# José Alberto Quintanilla
José Alberto Quintanilla, född 1 januari 1997, är en boliviansk simmare.
Quintanilla tävlade för Bolivia vid olympiska sommarspelen 2016 i Rio de Janeiro, där han blev utslagen i försöksheatet på 50 meter frisim.